# Francesco Scuderi
Pour les articles homonymes, voir Scudéri.
Francesco Scuderi (né le 4 octobre 1977 à Catane) est un athlète italien, spécialiste du sprint. 

## Biographie

### Palmarès
| Date | Compétition                    | Lieu     | Résultat | Épreuve   | Performance |
| ---- | ------------------------------ | -------- | -------- | --------- | ----------- |
| 1996 | Championnats du monde juniors  | Sydney   | 3e       | 100 m     | 10 s 43     |
| 1998 | Championnats d'Europe          | Budapest | 8e       | 4 × 100 m | 39 s 85     |
| 2000 | Jeux olympiques                | Sydney   | 7e       | 4 × 100 m | 38 s 67     |
| 2001 | Jeux méditerranéens            | Radès    | 1re      | 4 × 100 m | 39 s 14     |
| 2002 | Championnats d'Europe en salle | Vienne   | 5e       | 60 m      | 6 s 69      |
| 2006 | Championnats d'Europe          | Göteborg | 6e       | 4 × 100 m | 39 s 42     |

### Records
| Épreuve              | Performance | Lieu    | Date             |
| -------------------- | ----------- | ------- | ---------------- |
| 60 mètres (en salle) | 6 s 60      | Valence | 27 février 1998  |
| 100 mètres           | 10 s 19     | Milan   | 6 septembre 2000 |
| 200 mètres           | 20 s 66     | Palerme | 18 juin 2006     |